# Tecomella undulata
Tecomella undulata ist die einzige Art der Pflanzengattung Tecomella innerhalb der Familie der Trompetenbaumgewächse (Bignoniaceae). Das Verbreitungsgebiet reicht von der Arabischen Halbinsel bis ins westliche Indien.

## Beschreibung

Habitus

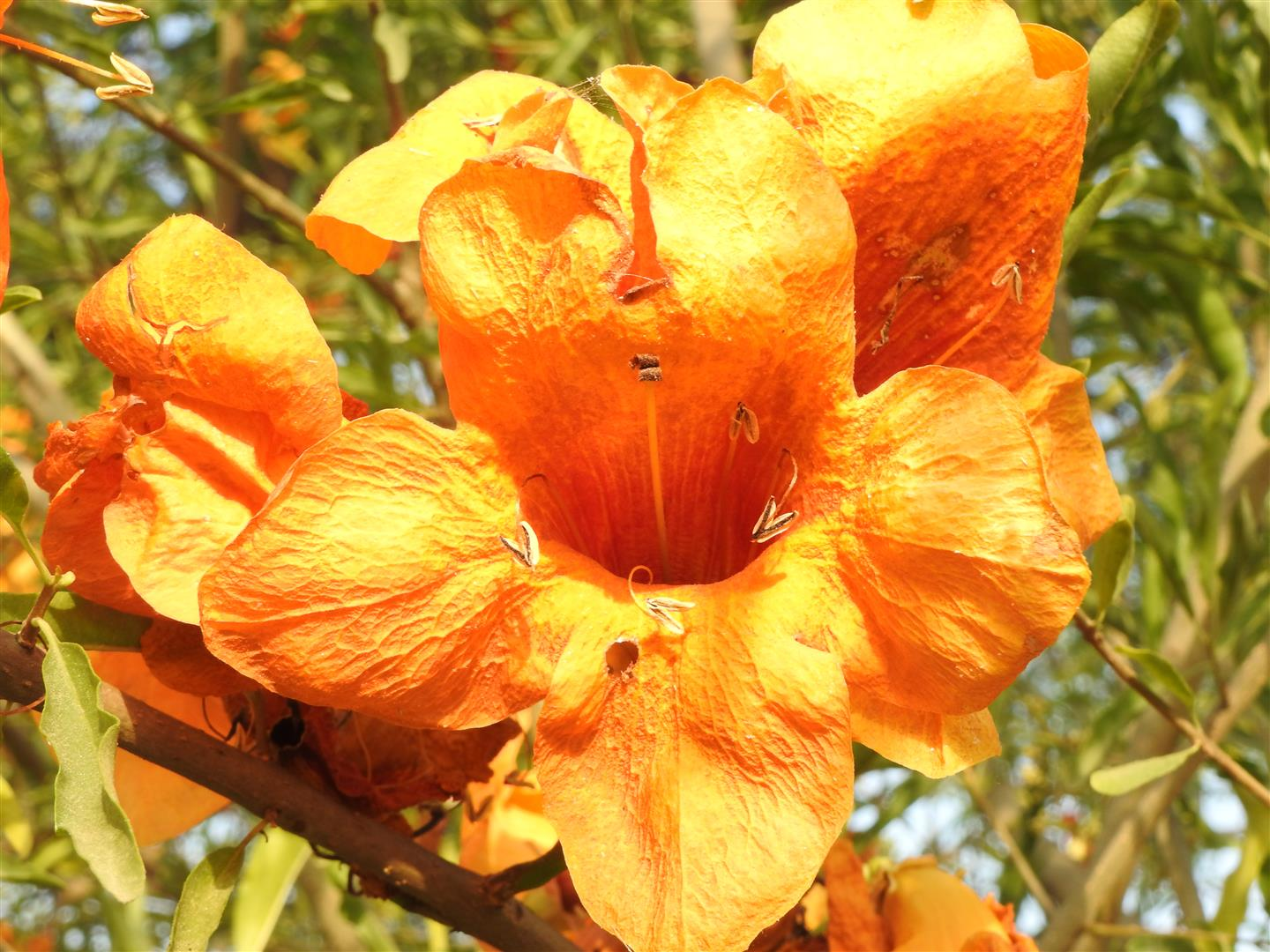
Blüten von Tecomella undulata

### Vegetative Merkmale
Tecomella undulata ist ein meist halbimmergrüner Strauch oder meist ein kleiner Baum der bis etwa 5–10 Meter hoch wird. Die gräuliche Rinde kann unterschiedlich behaart sein. Die einfachen und kurz gestielten Laubblätter stehen gegenständig oder oftmals in Wirteln und sind eilanzettlich bis länglich geformt mit ganzem oft gewelltem Rand. Sie sind 5–12,5 Zentimeter lang und bis 3–3,5 Zentimeter breit, der Blattstiel ist bis 2–3 Zentimeter lang.

### Generative Merkmale
Die endständig an kurzen Zweigen stehenden Blütenstände sind Thyrsen, die wenige Blüten enthalten.
Die zwittrigen, großen und gestielten Blüten sind zygomorph und fünfzählig mit doppelter Blütenhülle. Der nicht haltbare, glockenförmige Blütenkelch endet in fünf Kelchzähnen. Die fünf orangefarbenen Kronblätter sind röhrig bis glockenförmig verwachsen und die Kronröhre endet in einem breiten Schlund. Die vier fertilen Staubblätter ragen über die Krone hinaus. Die Staubbeutel sind unbehaart, ihre Theken stehen auseinander. Neben den Staubblättern wird ein kürzeres Staminodium gebildet. Der oberständige Fruchtknoten ist länglich, feinschuppig besetzt und enthält eine Vielzahl an Samenanlagen. Er steht auf einem becherförmigen  Diskus. Der Griffel ist lang mit zweilappiger Narbe.
Die linealischen, lederigen bis zu 34 Zentimeter langen Kapselfrüchte sind leicht vierrippig und besitzen flache Klappen. Die Samen sind elliptisch und beidseits mit einem dünnen Flügel versehen.

## Verbreitung
Tecomella undulata kommt vom südwestlichen Iran bis ins nordwestlichen Indien und in Oman vor.

## Systematik
Die Erstveröffentlichung dieser Art erfolgte 1804 unter dem Namen (Basionym) Bignonia undulata durch James Edward Smith in Exotic Botany, 1, Seite 35. Die Gattung Tecomella wurde 1862 mit der Neukombination zu Tecomella undulata (Sm.) Seem. durch Berthold Carl Seemann in Annals and Magazine of Natural History, including Zoology, Botany, and Geology., Series 3, 10, Seite 30 aufgestellt.